# 征服海洋的女法老
《征服海洋的女法老》（英語：The Pharaoh Who Conquered the Sea）是一部2010年BBC制作的纪录片。此片由Stephane Begoin执导，Chris Hilton 和 Valerie Abita担任制片，并由考古学家Cheryl Ward主持，全长59分钟，于2010年1月6日在BBC四台播出。

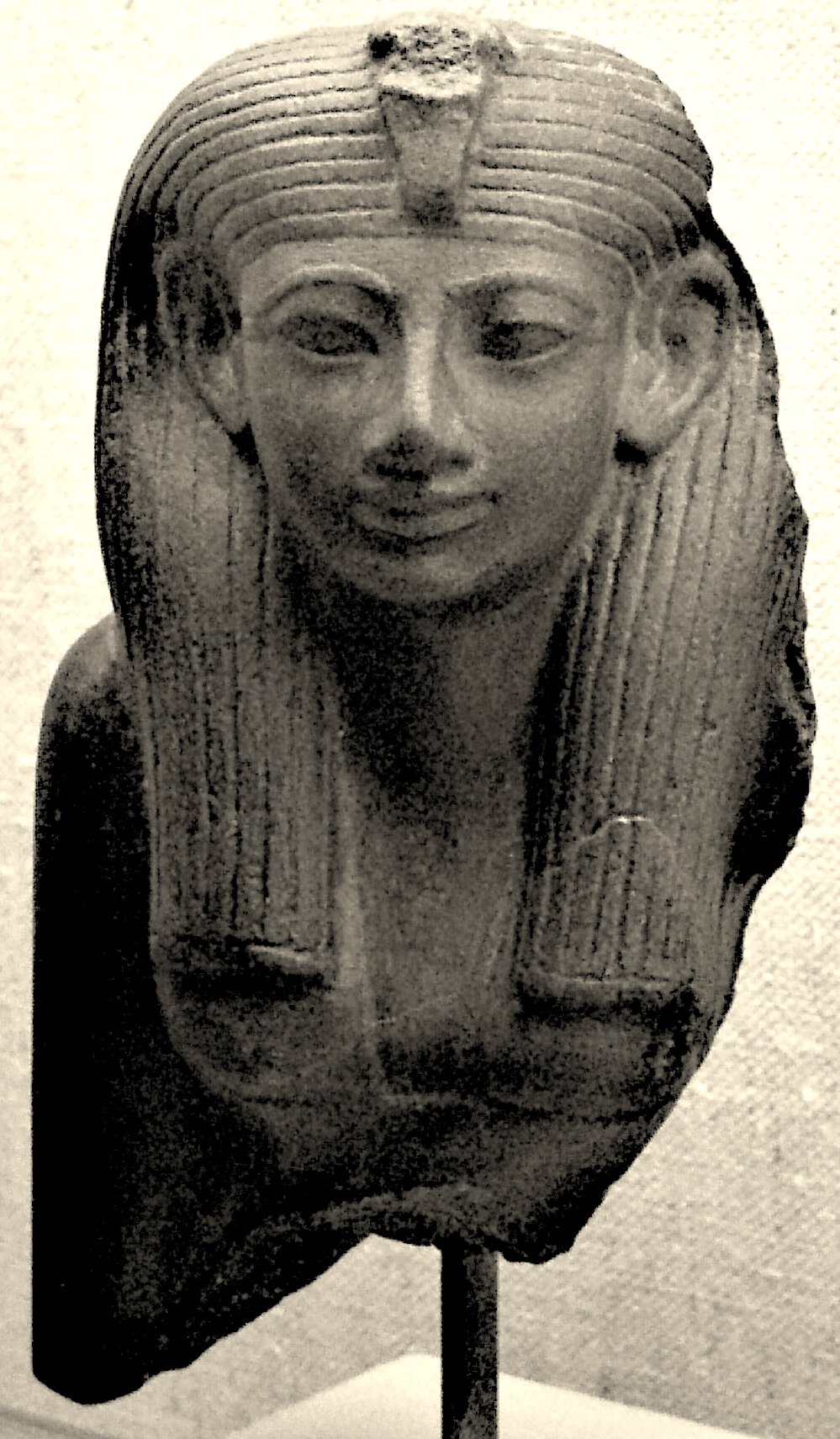
哈特谢普苏特的半身像